# José F. Bonaparte
José Fernando Bonaparte (14. června 1928 Rosario – 18. února 2020) byl argentinský paleontolog, proslulý objevy desítek jihoamerických dinosaurů. Stojí také za vzděláním nové generace argentinských paleontologů, jako je například Rodolfo Coria. Zemřel ve věku 91 let v únoru roku 2020.
Bonaparte byl synem italského námořníka, vyrostl v Buenos Aires. Zkameněliny začal sbírat už jako velmi mladý a bez formálního vzdělání dokázal učinit velké pokroky. Později se stal kurátorem paleontologických sbírek a v 70. letech byl jmenován doktorem Honoris Causa a stal se jedním z předních vědců v celé Argentině. Dnes je z velké části jeho zásluhou, že Argentina je jednou z největších fosilních "pokladnic" světa (především, co se dinosauřích fosilií týká).

## Seznam Bonapartem popsaných druhů
- Abelisaurus comahuensis (1985)
- Agustinia ligabuei (1998, původně "Augustia")
- Alvarezsaurus calvoi (1991)
- Amargasaurus cazaui (1991)
- Andesaurus delgadoi (1991)
- Argentinosaurus huinculensis (1993)
- Argyrosaurus superbus (1984)
- Carnotaurus sastrei (1985)
- Coloradisaurus brevis (1978, původně Coloradia)
- Dinheirosaurus lourinhanensis (1999)
- Guaibasaurus candelariensis (1998)
- Kritosaurus australis (1984) - dnes Secernosaurus koerneri
- Lapparentosaurus madagascariensis (1986)
- Ligabueino andesi (1996)
- Mussaurus patagonicus (1979)
- Noasaurus leali (1980)
- Patagopteryx (1992), pravěký pták.
- Piatnitzkysaurus floresi (1979)
- Pterodaustro (1970), ptakoještěr.
- Rayososaurus agrioensis (1996)
- Riojasaurus incertus (1969)
- Saltasaurus loricatus (1980)
- Velocisaurus unicus (1991)
- Volkheimeria chubutensis (1979)
- Ligabuesaurus leanzai (2006)

Kromě těchto druhů se Bonaparte podílel také na popisu mnoha archosaurů a například také nepřímo na popisu obřího teropoda rodu Giganotosaurus. V roce 2012 byl na jeho počest popsán nový argentinský alvarezsaurid rodovým jménem Bonapartenykus.